# Hamaliivka, Șostka
Hamaliivka (în ucraineană Гамаліївка) este localitatea de reședință a comunei Hamaliivka din raionul Șostka, regiunea Sumî, Ucraina.

## Demografie
Componența lingvistică a localității Hamaliivka
     Ucraineană (88,58%)
     Rusă (11,05%)
     Alte limbi (0,37%)
Conform recensământului din 2001, majoritatea populației localității Hamaliivka era vorbitoare de ucraineană (88,58%), existând în minoritate și vorbitori de rusă (11,05%).